# Пети де Жюльвиль, Пьер
Пьер-Андре-Шарль Пети де Жюльвиль (фр. Pierre-André-Charles Petit de Julleville; 22 ноября 1876, Дижон, Франция — 10 декабря 1947, Руан, Франция) — французский кардинал. Епископ Дижона с 23 июня 1927 по 7 августа 1936. Архиепископ Руана с 7 августа 1936 по 10 декабря 1947. Апостольский администратор епархии Дижона с 18 сентября 1936 по 15 мая 1937. Кардинал-священник с 18 февраля 1946, с титулом церкви Санта-Мария-ин-Аквиро с 22 февраля 1946.